# Royal Mail

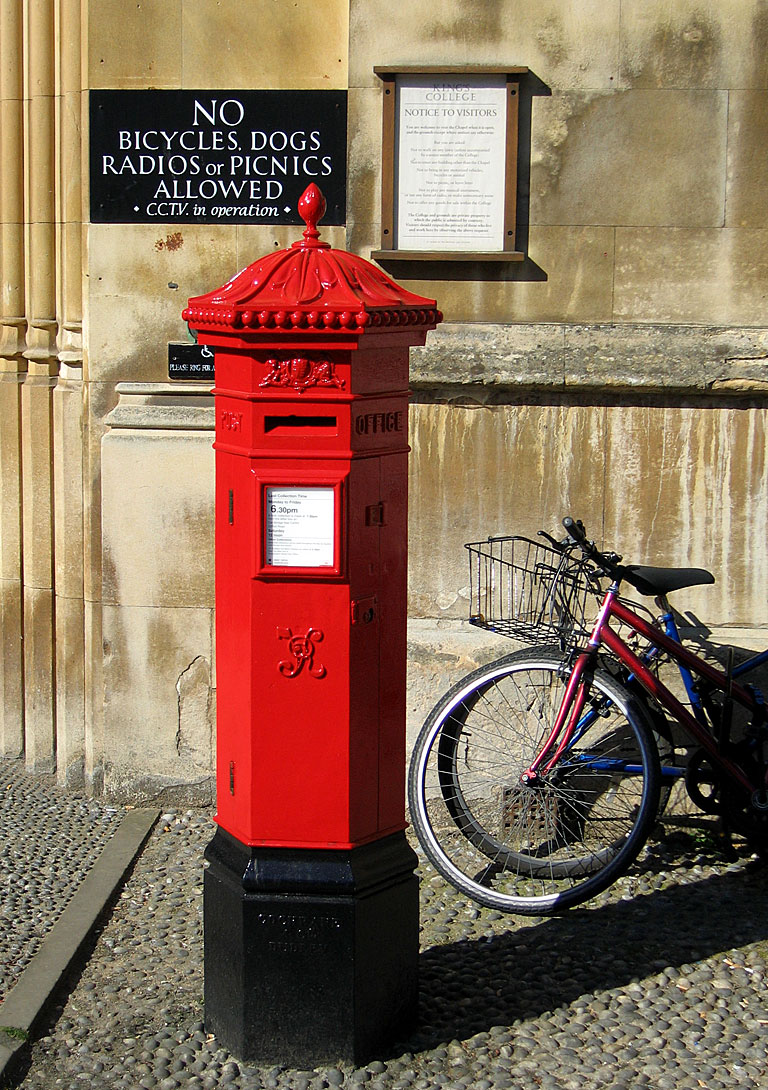
Uma caixa de correio pública da era vitoriana. Tradicionalmente as caixas de correio britânicas carregam as iniciais do monarca que reinava na época de sua instalação: neste caso, VR, para Victoria Regina.

O Royal Mail é o serviço postal nacional do Reino Unido. Antigamente, o Royal Mail era um departamento do governo, mas tornou-se uma indústria nacionalizada em 1969. O Royal Mail era responsável pelo serviço de telefone no Reino Unido até a British Telecom assumir em 1981.
Em 2005, o Royal Mail Group plc é uma empresa pública limitada, com cerca de 212.000 empregados. Fora do movimento político de privatização da década de 1980 e 1990, que privatizou setores públicos do governo como a British Gas e a British Telecom, o núcleo do correio britânico continuou público até 2013. Em outubro de 2013 o Royal Mail foi privatizado, com a venda da maioria das ações.
O Royal Mail continua responsável pela coleta e entrega universal de correio no Reino Unido. As cartas são depositadas numa caixa de correio ou levadas até uma agência, mas entregas diárias são feitas para endereços no Reino Unido, de Shetland a Cornualha. A Royal Mail também opera a rede nacional de agências de correio locais através da Post Office Limited.